# Spirou (zeilboot)
De Spirou is een Belgische eenmans zwaardboot, bedoeld voor jongeren die zin willen krijgen in het wedstrijdzeilen. Het bootje is uiterst gevoelig voor elke verandering, maar toch nog steeds vergevingsgezind voor de jonge zeilers.
|           | lengte | breedte | Mast   | Giek   | gewicht | opp. zeil | architect    |
| --------- | ------ | ------- | ------ | ------ | ------- | --------- | ------------ |
| De Spirou | 2,70 m | 1,35 m  | 4,50 m | 2,00 m | 45 kg   | 4,90 m²   | Werner Delme |

De Spirou werd in 1984 in Wallonië door Werner Delme ontworpen. Dankzij de hulp van Jean Francois Rome bracht hij dit Belgische zwaardbootje op de markt. In 1987 werd het bootje Spirou genoemd, nadat hiervoor toestemming was gekregen van Depuis, de uitgever van het stripblad Spirou.
De Spirou wordt volledig met de hand gebouwd. De basisproducten zijn afkomstig van Vosschemie. Het beslag komt van Passion Marine in Brussel. De zeilen worden gemaakt in Oostende, in de ateliers van Lefebvre Sails. De boot is dus volledig Belgisch, niets wordt geïmporteerd.

## Productieproces

### De boot
De Spirou wordt gebouwd op basis van twee mallen, een voor de romp en een voor het dek. Eerst wordt er als basisproduct gelcoat in de mallen gespoten en later worden er hierop verscheidene glasvezelmatten op gelegd. Door fijne glasvezelmatten en hars te gebruiken ontstaat er een chemische reactie op de gelcoat. Het resultaat is een zeer gladde afwerking van de romp en het dek. Hierna worden beide delen na het hardingsproces uit hun mal genomen. Voordat er aan de afwerking van beide delen kunnen beginnen, wordt de boot gecontroleerd op fouten of onvolkomenheden. De afwerking gebeurt als volgt: ruwe randen worden gladgeschuurd en overtollige delen glasvezelmat worden weggeslepen.
Om ervoor te zorgen dat bij aanvaringen of onzorgvuldig aanmeren de schade beperkt blijft, wordt er in de punt van de neus een compartiment gevuld met stevig kunststofschuim, een zogenaamde crashbox. Een Spirou krijgt uiteindelijk drie afzonderlijke waterdichte compartimenten: één in de punt en twee aan weerszijden van de kuip. Dit zorgt voor een vrijwel onzinkbare constructie.
Verder wordt in de bodem van de kuip over de volledige lengte een strip van roestvast staal ingebracht, ter versteviging en als hechtpunt voor de beugels waar de katrollen aan worden bevestigd.
Uiteindelijk worden de romp en het dek op elkaar gelijmd. Tijdens deze hardingsfase worden het roer en het zwaard gemaakt. Na de hardingsfase kan begonnen worden met de afwerking van de boot: het monteren van alle onderdelen voor vallen, katrollen hechten en dergelijke.
De afgewerkte romp van een Spirou weegt rond de 45 kg.

### De mast
De mast bestaat uit drie delen die elk afzonderlijk ongeveer 1.50 m lang zijn: de voet, een middenstuk en de top, alle drie in elkaar schuifbaar. Dit zorgt ervoor dat er een kleinere kans is dat de mast breekt bij heel veel wind (6 Bft), omdat de mast hierdoor beter buigt. Als de mast buigzamer is, betekent dat ook dat het zeil beter getrimd zal zijn met veel wind. Verder is een mast in drie delen makkelijker te vervoeren, dan een ongedeelde mast van 4,50 meter.

### Het zeil
Het zeil wordt in de ateliers van Lefebvre Sails gemaakt. Er bestaat maar één type zeil. Het is gemaakt van Dacron en heeft een totale oppervlakte van 4,90 m².

## Wedstrijden
Per jaar worden ongeveer zestien wedstrijden gezeild in alle delen van België. Ook is er een Belgisch Kampioenschap. Aan het einde van het jaar wordt het algemeen klassement bekendgemaakt op de Spirou Trophy-avond.

### Belgian Juniors Cup
De Belgian Juniors Cup werd in 1987 bedacht door Charles Bertels, thans hoofdredacteur van het zeilblad Yachting Sud. De bedoeling was om zo veel mogelijk kinderen het gevoel van het wedstrijdzeilen aan te brengen. Uiteindelijk zouden er van de twaalf finalisten acht gratis een boot krijgen gedurende een jaar, op voorwaarde dat de kinderen aan minstens acht nationale wedstrijden zouden meedoen.